# Elatostema gillespiei
Elatostema gillespiei là loài thực vật có hoa trong họ Tầm ma. Loài này được A.C.Sm. mô tả khoa học đầu tiên năm 1942.